# Paulino Coll i Massaguer
Paulino Coll i Massaguer (Girona, 11 de maig de 1899 - Barcelona, 11 d'agost de 1982) fou un militar i polític català, governador civil de Girona en els primers anys del franquisme. Diplomat en estat major, en acabar la guerra civil espanyola era tinent coronel d'enginyers. El 27 d'agost de 1939 fou nomenat governador civil de Girona en substitució d'Antonio de Correa y Veglison Tot i ser força anticatalanista, i participar activament en la repressió de la llengua catalana, no era pas un "fanàtic falangista" segons l'ambaixador britànic Sir Samuel Hoare i mantingué relacions distants amb les organitzacions del Movimiento Nacional. Arran les inundacions que va patir Girona l'octubre de 1942 fou nomenat per Ramón Serrano Súñer Comissari General de Regions Inundades. Va deixar el càrrec el 2 de juliol de 1942, potser per la seva relació amb negocis d'estraperlo. El 1946 fou destinat a l'Alt Estat Major de l'Exèrcit Espanyol.